# Catedral de Colonia
La catedral de Colonia (en alemán: Kölner Dom, pronunciado /ˌkœlnɐ ˈdoːm/ (escucharⓘ), nombrada oficialmente Hohe Domkirche Sankt Petrus) es un templo católico de estilo gótico, que empezó a construirse en 1248 y se terminó en 1880. Está situada en el centro de la ciudad alemana de Colonia, en el estado de Renania del Norte-Westfalia. Con sus 157 metros de altura, fue el edificio más alto del mundo hasta la culminación del Monumento a Washington en 1884, de 170 metros. Es quizás el monumento más visitado de Alemania. Es además la sede del arzobispo y de la administración del arzobispado de Colonia.
Fue declarada Patrimonio de la Humanidad por la Unesco en 1996.

## Historia

### Construcción e inauguración

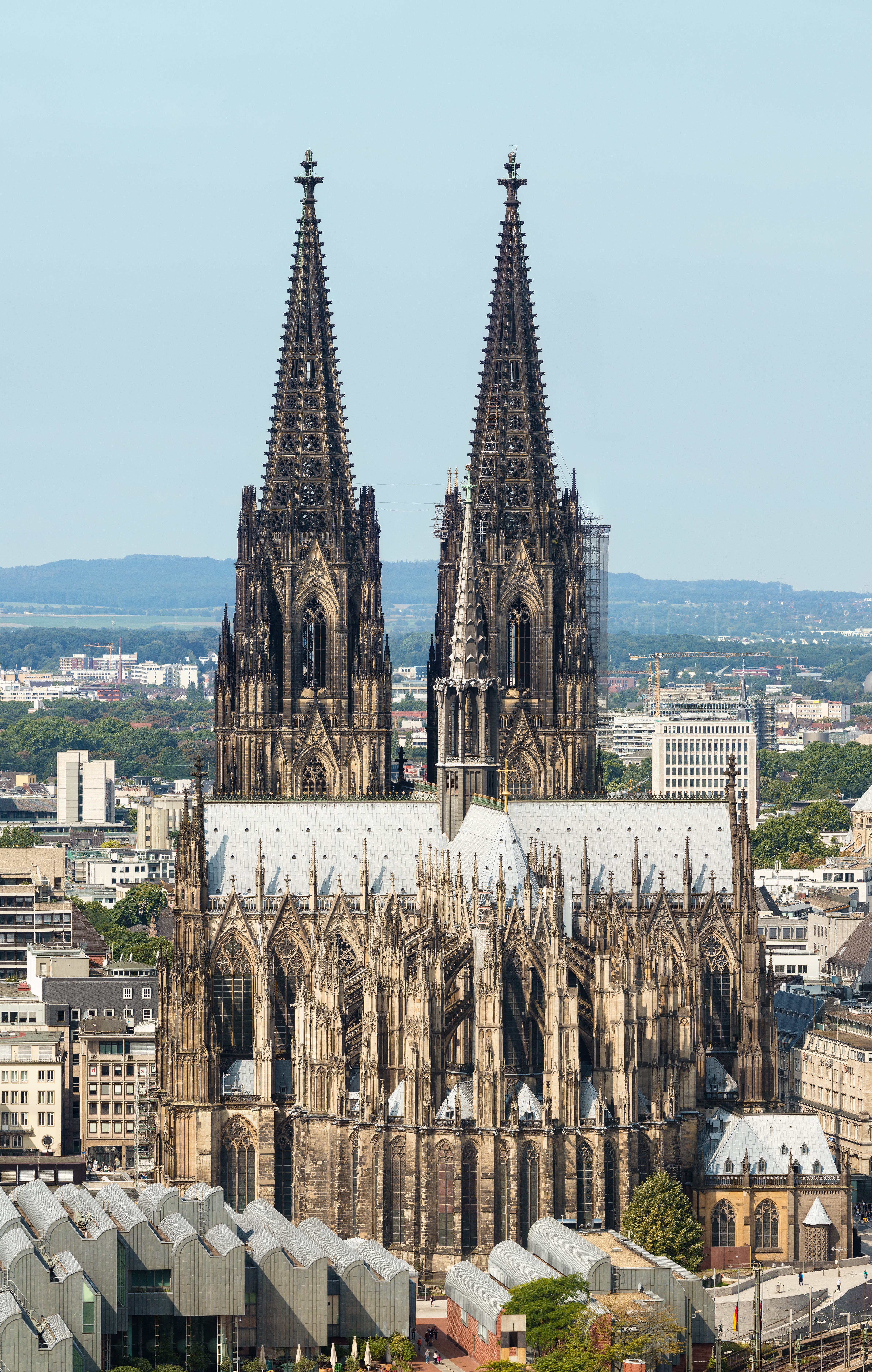
Cabecera

Excavaciones en el subsuelo de este edificio han revelado los cimientos de construcciones romanas y carolingias.
En la primera mitad del siglo XIII, se decidió reemplazar la catedral carolingia por un nuevo edificio, que sería un relicario de piedra para los huesos de los Reyes Magos, catedral imperial para respaldar el reclamo de los arzobispos de Colonia por ser los oficiantes de la coronación imperial. Desde el punto de vista del arzobispo Konrad von Hochstaden, consciente del poder, una coronación imperial solo era válida si la realizaba el arzobispo de Colonia. Además, la catedral, que las reliquias de los Reyes Magos convirtió en uno de los lugares centrales de peregrinación en la Edad Media, debería superar claramente a las iglesias románicas de Colonia. El cabildo de la catedral decidió construir la catedral en el estilo gótico de las catedrales francesas y probablemente también se inspiró en la apariencia de la capilla del palacio parisino Sainte-Chapelle, que fue consagrada en 1248.
La construcción de la actual catedral empezó en 1248 y terminó en 1880. Hacia 1510 se interrumpió la construcción por problemas económicos y por falta de interés. En 1560, el cabildo de la catedral dejó de aportar fondos de forma definitiva. A partir de entonces, durante siglos se estuvo utilizando como templo la parte ya terminada.
Durante la Reforma Protestante, que comenzó en el siglo XVI, la Catedral de Colonia se mantuvo como una iglesia católica y no fue transformada en un templo protestante, a diferencia de muchas otras iglesias en el norte de Europa. Colonia fue un importante bastión católico en el Sacro Imperio Romano Germánico, y su liderazgo político y religioso se mantuvo fiel a la Iglesia Católica. Esto permitió que la catedral, que estaba en construcción en ese momento, continuara bajo la administración y el control católico. Sin embargo, la Reforma sí afectó a la región, ya que hubo tensiones entre protestantes y católicos en Colonia y otras áreas circundantes. La ciudad y la catedral se convirtieron en un símbolo de la resistencia católica frente a la expansión del protestantismo en Europa. 
La finalización de la catedral fue fuertemente apoyada en el siglo XIX por el emperador alemán, que reconocía en el gótico una herencia germánica. A la vez, hacía construir junto a la catedral la impresionante estación de tren, símbolo de la fusión del pasado y el futuro en la nueva Alemania. La historia, en detalle, es la siguiente. A comienzos del siglo XIX, los románticos alemanes, entusiasmados por la Edad Media, llamaron la atención sobre el estado en que se encontraba la catedral inconclusa. Personalidades como Joseph Görres y Sulpiz Boisserée impulsaron la terminación, de forma que consiguieron que el rey Federico Guillermo IV de Prusia destinara fondos a este proyecto. El 4 de septiembre de 1842 se puso la primera piedra para la renovación de la construcción, participando el propio rey y el coadjutor y futuro arzobispo de Colonia Johannes von Geissel. Poco antes se había fundado el Zentral-Dombau-Verein zu Köln (Asociación para la construcción de la catedral de Colonia) con el objetivo de conseguir fondos.
Finalmente, el 15 de octubre de 1880, la inauguración de la catedral no presentó la misma imagen de armonía, pues coincidió con el momento álgido del Kulturkampf, el desencuentro entre el Estado prusiano y la Iglesia católica en Alemania, por lo que en el momento de la inauguración el arzobispo de Colonia, Paulus Melchers, se encontraba en el exilio. Por eso, el cabildo de la catedral se negó a que se celebrara una misa de inauguración con presencia del emperador Guillermo I y solo permitió un solemne Te Deum.

### De la II Guerra Mundial a la actualidad
En los bombardeos efectuados por los aliados durante la Segunda Guerra Mundial la catedral sufrió graves destrozos, aunque su estructura se mantuvo intacta: se dañó la base de la torre izquierda (que permaneció muchas décadas sin restaurar, siendo visible la estructura de ladrillo que se colocó inmediatamente después del daño) y, sobre todo, se destruyeron (por las vibraciones) muchos vitrales; otros pudieron ser retirados a tiempo. La única bomba que le afectó directamente fue la que causó los daños en la torre. La catedral contaba con un sistema de iluminación que advertía a los pilotos de los bombarderos. Pese a los destrozos, la estructura continuó dominando la silueta de la ciudad en ruinas. Son memorables las imágenes de la procesión del Corpus en 1946, por entre la ciudad en ruinas, hacia la catedral.
Desde hace muchos años, la catedral está sometida a un proceso continuo de reparación, pues la contaminación atmosférica y las palomas causan daños en la piedra. La catedral se construyó con tres tipos de piedra diferente; uno de ellos es bastante sensible a estas influencias. Otro de los tipos de piedra ennegrece considerablemente con el paso del tiempo.

## Características
La elección del estilo arquitectónico gótico en 1248 supuso una ruptura radical con la tradición constructiva del románico tardío que había sido habitual en Renania hasta entonces. También fue un hecho sin precedentes que los planificadores de Colonia se inspiraran en un edificio en concreto, la catedral de Amiens, tanto en el sistema de construcción como en las formas individuales. Por último, la catedral gótica también rompió radicalmente con la orientación litúrgica de la antigua catedral. Esta última fue construida con dos coros y tenía el altar mayor dedicado a San Pedro en el coro oeste y un altar a Santa María en el coro este, que estaba litúrgicamente subordinado a él. El nuevo edificio gótico, en cambio, se inscribe en la tradición de la forma común en Francia con un solo coro en el este, en el que se erigió el nuevo altar mayor con la advocación de María ahora en Colonia, al que en 1322 se le atribuyeron también funciones antes reservadas al altar de San Pedro. El santuario de la Epifanía debía colocarse en el crucero para que el cabildo de la catedral pudiera sentarse en el coro interior entre el santuario y el altar de María. Con este concepto, los cánones podrían formar parte simbólicamente del acontecimiento epifánico entre los Reyes Magos, presentes como reliquias, y la Madre de Dios, presente en el altar mayor.
El gótico se eligió probablemente también porque este estilo permitía un salto de escala que elevaba la catedral significativamente por encima de todas las iglesias románicas existentes en Colonia. La torre del crucero de san Martin dominaba el paisaje de la ciudad a finales del "gran siglo de la arquitectura eclesiástica de Colonia" junto con otras iglesias románicas, y se consideraba también un símbolo del autogobierno patricio de la ciudad comercial. Por el contrario, el desarrollo en altura de la arquitectura gótica permitió un nuevo dominio urbano de la catedral, con el que tanto el cabildo de la catedral como, sobre todo, el arzobispo Konrad von Hochstaden, preocupado por el poder, querían apuntalar su supremacía. Por su tamaño y forma, la catedral se encontró en una posición que rebajaba a todos los demás templos de la ciudad.
Esta muestra una gran uniformidad en el estilo arquitectónico de todos sus componentes. En este sentido, se diferencia claramente de casi todos los demás proyectos de construcción de iglesias medievales a gran escala. Durante mucho tiempo se dedujo de este hecho que el maestro de obras Gerhard debió presentar un plan general vinculante para la catedral que se siguió durante generaciones. Este "plan maestro gótico" había incluido tanto la nave de cinco naves como las dos grandes torres de la fachada oeste. Esta opinión ha sido rechazada en investigaciones más recientes por considerarla hipotética y, en general, improbable.
Todas las grandes iglesias de la Edad Media se planificaban y construían en fases individuales. Cuando se inició la construcción en el este, sólo se planificó y completó el coro; luego se elaboraron nuevas series de planos para la nave y las fachadas del oeste. Por ello, el primer plan de Colonia probablemente sólo incluía el coro, que se construyó hacia 1322. Es probable que las primeras ideas de plan continuado sólo contemplaran tres naves con torres comparativamente delgadas sobre los tramos de las naves laterales, como las de las catedrales francesas. La nave de cinco naves fue proyectada probablemente hacia 1320 por los hermanos Johannes y Rutger. Este nuevo concepto espacial fue retomado por los edificios eclesiásticos más recientes (como la catedral de Amberes, recién proyectada en 1352). En la catedral, los primeros planos de la fachada oeste (con cinco portales) maduraron bajo la dirección del arquitecto de la catedral Bartholomäus von Hamm hacia 1350, cuando se pusieron los cimientos de la torre sur. En 1370, Miguel de Saboya dibujó la fachada oeste tal y como se encuentra hoy en día en el plano F de la fachada que se conserva. Debido a la construcción de esta amplia fachada, los cimientos ya completados tuvieron que ser añadidos de nuevo para basar la nueva dimensión de los contrafuertes. El propio plano de la fachada se considera hoy en día "indiscutiblemente el dibujo arquitectónico más grande, más bello y más significativo de la Edad Media".

### La catedral perfecta
Su arquitectura se inscribe en la tradición de las catedrales góticas de Francia, que va desde Chartres, pasando por Reims y Amiens, hasta Beauvais y Colonia. Sin embargo, el coro de la catedral de Colonia muestra una "pureza inconfundible, casi clásica" que lo diferencia claramente de sus modelos. El maestro de obras lograba esta impresión esforzándose con gran coherencia por un orden formal uniforme, que se basaba en una planificación detallada y evidentemente calculada geométrica y matemáticamente.
Al igual que en Amiens, el maestro de obras de Colonia optó por un plan de construcción con siete capillas en la cabecera. En Francia, sin embargo, la planta está diseñada en siete segmentos de aproximadamente 13 esquinas. En Colonia, en cambio, el maestro de obras se basó en un plano regular de 12 esquinas. Para ello, formó dos rejillas triangulares que están giradas 30 grados una respecto de la otra. Con esta retícula se pueden definir todas las líneas del coro relacionadas armónicamente. Las capillas también surgen de un sistema uniforme basado en triángulos equiláteros. Posteriormente, el maestro de obras consiguió crear un diseño visualmente armonioso para todos los demás elementos estructurales, pilares y arcos. Sin embargo, no actuó de forma dogmática: por ejemplo, desplazó un poco los pilares poligonales y también les dio un perfil en forma de huevo en lugar de redondo para lograr una impresión uniforme para el espectador.
En Colonia, el maestro de obras consiguió por primera vez utilizar un solo tipo de pilar para toda la iglesia. Los pilares de la nave, los pilares entre las naves y los pilares del muro son todos pilares redondos con servicios delante de ellos (pilares cantonados). Los pilares de la travesía tampoco se diferencian de los pilares normales. Los servicios están destinados a guiar visualmente las líneas de fuerza desde las bóvedas de crucería hasta el suelo. En Colonia fue posible por primera vez, y de manera uniforme para la nave central y las laterales, planificar los servicios para todos los arcos de faja y los nervios, que se ajustan visiblemente y rodean los pilares en grupos de ocho o doce (y en el crucero en grupos de 16). Los servicios de la nave central se conducen sin interrupción visual más de 40 metros hasta el forjado. Los capiteles tienen una altura uniforme en todos los pilares. Esto creó la impresión uniforme del espacio en Colonia que se esfuerza por subir. "En ninguna otra de las grandes catedrales se había logrado esto antes, y siguió siendo inigualable incluso en edificios posteriores".
En Colonia, un muro y una superficie de vidrio se extienden entre los pilares, cuyo diseño uniforme también enfatiza la verticalidad. Todas las catedrales góticas dividen la superficie lateral en dos niveles: el inferior, el llamado triforio, es un pasillo separado del interior de la iglesia por tracerías, y uno superior, el claristorio, con altas ventanas. El maestro de obras de Colonia encontró una estructura uniforme para ambos elementos en cuatro hileras, en la que las cuatro ventanas del claristorio se sitúan verticalmente sobre las cuatro ventanas de tracería del triforio, convirtiéndose así visualmente en una única superficie que se eleva en el aire. Las rejas de las ventanas están elegantemente dispuestas a lo largo de ambos elementos, de modo que resaltan toda la altura del triforio y del claristorio. Las barras centrales son continuas desde el claristorio hasta la base del triforio. Los dos laterales parecen desaparecer en el umbral del claristorio y reaparecer abajo en el triforio. Además, los relieves de las tracerías se mantienen especialmente planos. En general, esto da la impresión de "que las ventanas y el triforio se extienden estrechamente como una membrana" entre los pilares. Debido a la altura de las ventanas, Colonia también tiene la mayor superficie de ventanas en relación con la longitud de la iglesia, en comparación con todas las grandes catedrales góticas.
Todos los maestros de obras góticos se esforzaron por crear un presbiterio lo más liso posible. La transición del coro largo al coro redondo o cabecera no debe perturbar la división uniforme del espacio. Sin embargo, esto supuso un gran reto porque las secciones de bóveda (bahías) del coro largo son casi el doble de largas que las del coro redondo. El maestro de obras de Colonia ideó un diseño cuya planta parece tener forma de parábola. El primer yugo del coro redondo se inclina sólo ligeramente. Las ventanas del claristorio y las tracerías del triforio están tan bien diseñadas que los límites entre las partes de la sala quedan oscurecidos y ya no se puede decidir visualmente dónde acaba el coro largo y dónde empieza el coro redondo.
El maestro de obras de la catedral, Arnold Wolff, juzgó que los maestros de obras medievales se esforzaron por alcanzar un ideal perfecto al construir la catedral de Colonia. Por lo tanto, la catedral era la cúspide absoluta de la construcción de catedrales y al mismo tiempo su punto final, porque la catedral no había encontrado ningún sucesor adecuado. "Nunca más se atrevió un intento de aumentar lo que se había logrado en Colonia".

## La fachada oeste del Alto Gótico postclásico
Hacia 1350, los arquitectos de la catedral comenzaron a planificar la fachada oeste, a la que Miguel de Saboya dio finalmente la forma monumental que conocemos hoy en día en 1370. Para ello, tuvieron que encontrar un nuevo tipo de elevación. Pues en el siglo XIV no existía ningún modelo adecuado para el diseño de la fachada de una catedral del alto gótico de cinco naves con dos torres. Las catedrales del norte de Francia —como la de Reims— tenían una fachada de doble torre con proporciones idealmente típicas del gótico, pero eran de tres naves. En cambio, la catedral de Bourges (1209-1324), de cinco naves, tenía una fachada irregular porque sus torres sólo se elevaban por encima de las naves exteriores. Por ello, los constructores de la catedral decidieron seguir el concepto de la catedral de Notre-Dame de París de cinco naves (fachada 1220-1250) en sus planes para la catedral. Se planificó levantar las torres sobre cada una de las dos naves laterales y cuatro plazas de bóveda cada una, a la vez que se buscaba la silueta típicamente gótica y elevada de la catedral del norte de Francia. Por lo tanto, las torres de Colonia no sólo eran el doble de anchas que las de Reims, sino que también debían ser el doble de altas. En Colonia, sin embargo, se necesitaba una masa de edificio ocho veces mayor. "Los recursos que habrían bastado para toda una catedral de proporciones francesas fueron engullidos sólo por la torre sur, sin que nadie se diera cuenta".
Así, incluso como torso, la parte medieval de la torre sur se convirtió en uno de los mayores edificios del periodo gótico. Su espacio cerrado era de unos 40 000 metros cúbicos. Sin embargo, debido a las enormes columnas y los gruesos muros, en la catedral de Colonia se utilizó mucha más piedra. La fachada, profundamente escalonada con tracería, era también considerablemente más grande en el torso de la torre sur que toda la fachada de Notre-Dame o de Amiens, e incluso que la fachada de gran altura de Estrasburgo. Este esfuerzo de construcción, necesario sólo para el torso, que representa sólo una quinta parte de toda la fachada oeste, "es la verdadera razón por la que la catedral de Colonia no fue terminada".
A pesar de la planificación del diseño en 1370, Miguel de Saboya eligió las formas arquitectónicas del alto gótico que habían sido comunes al menos 100 años antes, a finales del siglo XIII. A mediados del siglo XIV, Peter Parler ya había desarrollado el sistema de formas del gótico tardío para la catedral de San Vito de Praga. Con su deliberado recurso a un lenguaje formal ya clásico en la época, el arquitecto de la catedral intentó dotar a ésta de una especial historicidad y, por tanto, de seriedad. Es de suponer que con ello reaccionaba menos a la práctica arquitectónica que había prevalecido en Colonia hasta entonces que al desarrollo arquitectónico de gran actualidad durante su vida, que seguía un pronunciado historicismo gótico después de 1350. Al mismo tiempo, su cliente, el arzobispo Friedrich von Saarwerden, también cultivaba una visión decididamente conservadora del arte, y prefería —incluso en el diseño de su monumento funerario— el lenguaje formal entonces ya histórico del alto gótico clásico. La catedral se construyó en el estilo del renacimiento gótico.
Sin embargo, el maestro de obras de la catedral consiguió que la fachada oeste pareciera un edificio del gótico tardío. No uso las estructuras bidimensionales habituales en el Alto Gótico, sino que dotó a la fachada de una marcada fisicidad, dando forma a los pilares principales en masas propias, creando la impresión de una extraordinaria masividad a través de los pináculos, y creando una fachada rugosa para los profundos nichos de las ventanas mediante la doble tracería. Las torres, flanqueadas por poderosos pináculos, se desarrollan a partir de una masa constructiva estable, de modo que las agujas octogonales emergen lentamente de una estructura estable. Por último, dotó a los cascos de tracería de una plasticidad a través de los soportes dominantes que el modelo de Friburgo no muestra. Miguel de Saboya fusionó perfectamente el canon formal del Alto Gótico con el método de construcción corpóreo-plástico del inicio del Gótico Tardío y creó así una fachada oeste para la catedral de Colonia coherente con la forma del coro del Alto Gótico. De este modo, el maestro Miguel también garantizó que la construcción general de la catedral tenga un aspecto completamente uniforme hasta el día de hoy.

## Cabecera
El coro alto fue consagrado en 1322; es la única parte de la catedral que pudo ser completamente terminada en la Edad Media. Hoy en día se considera "la parte arquitectónicamente más espléndida del interior". Este está formado por el coro interior, la girola con sus siete capillas, sus naves laterales y la capilla del sacramento. Todos los componentes muestran una perfección de forma arquitectónica que el maestro de obras Arnold Wolff describió como una "catedral perfecta".
A diferencia de los modelos franceses, el maestro de obras de Colonia logró construir una transición suave entre el coro largo y el coro redondo. Ambas partes se funden tan suavemente que la impresión de fluidez del espacio no se ve afectada. La primera sección de la bóveda (yugo) del coro redondo parece un yugo acortado del coro largo y está ligeramente girado hacia dentro. Sin embargo, la tracería del triforio aquí ya está diseñada como en el coro redondo. Las ventanas del claristorio siguen siendo de cuatro luces, pero ya parecen asumir la anchura de las ventanas más estrechas del coro redondo. Debido a esta transición poco clara, el observador no puede juzgar dónde termina el coro largo y dónde empieza el coro redondo.
El coro alto, que se mantuvo uniformemente en un color ocre claro, está claramente estructurado por elementos arquitectónicos verticales que se dirigen hacia arriba. Sin embargo, los constructores habían previsto bandas figurativas de colores vivos en tres niveles horizontales: las figuras de los pilares, de colores intensos, formaban el nivel horizontal inferior, al que correspondía la fila de reyes de las ventanas, de colores pastel, en el claristorio. Los ángeles de las arcadas del coro se situaban a medio camino entre estas dos galerías de figuras.
La girola y las siete capillas del coro son la parte más antigua de la catedral de Colonia. Esta parte del edificio se inició en 1248 y se puso en funcionamiento en 1265. La arquitectura y la impresión general se han conservado sin cambios. Las siete capillas del coro tienen una planta uniforme; forman siete partes de un dodecágono regular. Justo al lado del coro largo se encuentran la capilla Engelbertus al norte y la capilla Stephanus al sur. Estas dos están estrictamente opuestas y ya no están giradas, como en las catedrales francesas. En el eje central del anillo de capillas de Colonia se encuentra la Capilla de la Epifanía. Tiene el mismo tamaño que las otras seis capillas. En este sentido, la planta de Colonia se asemeja a la de la catedral de Beauvais y no al diseño, por lo demás ejemplar, de la catedral de Amiens, que tiene una capilla axial ampliada. En el momento de su construcción, la capilla de la Epifanía de Colonia era la única que tenía un cuadro de ventana coloreado. La ventana bíblica más antigua data de alrededor de 1260 y estilísticamente sigue perteneciendo al estilo almenado del románico tardío. La ventana más antigua de estilo gótico se encuentra en la Stephanuskapelle. La llamada Ventana de la Biblia Joven había sido donada a la Iglesia de los Dominicos hacia 1280 y se encuentra en el coro de la catedral desde 1892[. Las ventanas del presbiterio de la capilla fueron decoradas por primera vez en su totalidad con vidrieras de colores hacia 1340 para impresionar a los peregrinos que pasaban por allí con "acordes de color como joyas". Aunque la tonalidad gótica se ha conservado en gran medida hasta nuestros días, el patetismo original, típicamente altogótico, de la composición pictórica en tres partes[182] sólo es reconocible en la capilla de San Juan y en la de San Miguel.
Las naves laterales del coro en el sur se denominan Capilla de la Señora. Allí encontrará el Altar de los Patronos de la Ciudad, de Stefan Lochner, una de las obras de arte más importantes de la catedral, y la Virgen de Milán, que formaba el centro de la Capilla de la Señora en la Edad Media. Las naves laterales del coro, en el norte, se denominan Capilla de la Santa Cruz porque aquí se encuentran el altar de la Cruz y la Cruz de Gero (hacia el año 970). Se considera una de las obras escultóricas más importantes del periodo otomano.
La Capilla de los Sacramentos se añadió al coro como sala capitular en 1277 y fue consagrada por Albertus Magnus ese mismo año. La sala, de planta cuadrada, tiene una bóveda de cuatro arcos apuntados que se apoyan en un solo pilar de peralte en el centro de la sala. La capilla es una de las obras de mayor calidad de la arquitectura interior del alto gótico.

## Dimensiones
- Longitud total: 144,58 m
- Anchura total: 86,25 m
- Anchura de la fachada occidental: 61,54 m
- Anchura de la fachada del transepto: 39,95 m
- Altura de la torre sur: 157,31 m
- Altura de la torre norte: 157,38 m
- Superficie del edificio: 12 470 m²
- Volumen interior: 407 000 m³

## Campanas
La catedral tiene once campanas, cuatro de la época medieval. La primera era de 3,8 toneladas, llamada Dreikönigenglocke ("campana de los tres Reyes"), moldeada en 1418, instalada en 1437 y modificada en 1880. Dos de las otras campanas, la llamada Pretiosa (de 10,5 toneladas; en aquel momento la campana más grande de occidente) y la Speciosa (de 5,6 toneladas) fueron instaladas en 1448 y donde todavía permanecen en el mismo lugar. Durante el siglo XIX, como se acercaba la finalización de la obra y el edificio, surgió el deseo de ampliar el número de campanas. Este deseo fue facilitado por el káiser Guillermo I quién dio un cañón de bronce francés, capturado en 1870-71, con este fin. Los veintidós pedazos de artillería fueron exhibidos fuera de la catedral en mayo de 1872. Andreas Hamm en Frankenthal los utilizó para realizar una campana de 27 000 kilos el 19 de agosto de 1873. El tono no era armonioso y se realizó otra tentativa el 13 de noviembre de 1873. La asociación central de la catedral, que había acordado asumir el control de los costos, no quiso esta campana tampoco. Otra tentativa ocurrió el 3 de octubre de 1874. La campana colosal fue enviada a Colonia y el 13 de mayo de 1875 fue instalada en la catedral. Esta sería desmontada en 1918, finalmente por el káiser para apoyar el esfuerzo alemán de la guerra.
Campana de la torre derecha:
- Campana de la Consagración - 0,425 toneladas (Wandlungsglocke)
- Campana de las Vísperas - 0,28 toneladas (Mettglocke)
- Campana del Angelus - 0,763 toneladas (Angelusglocke)

Campana del campanario principal en la capilla sur:
- Campana del Ave - 0,83 toneladas (Aveglocke)
- Campana del Cabildo - 1,4 toneladas (Kapitelsglocke)
- Campana de San José - 2,2 toneladas (Josephglocke)
- Campana de Santa Úrsula - 2,55 toneladas (Ursulaglocke)
- Campana de los Tres Reyes - 3,8 toneladas (Dreikönigenglocke)
- Pretiosa - 10,5 toneladas
- Speciosa - 5,6 toneladas
- Campana de San Pedro - 24 toneladas (St. Petersglocke)

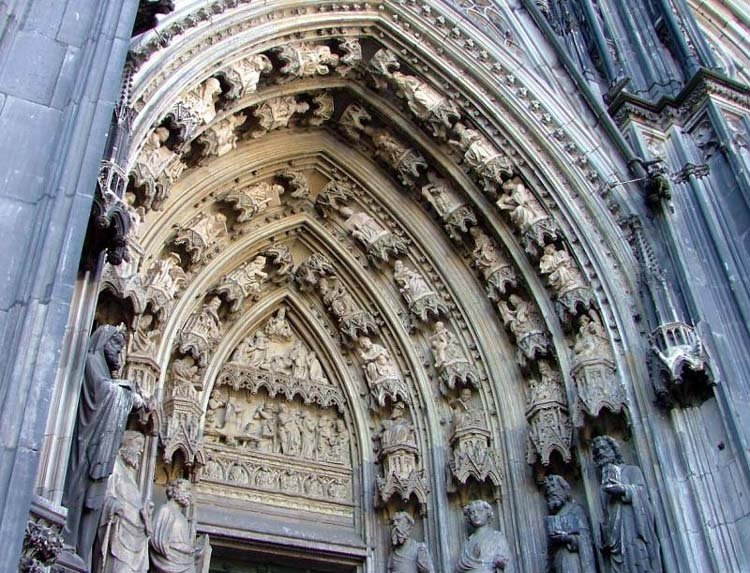
Arquivoltas de la puerta de entrada a la catedral
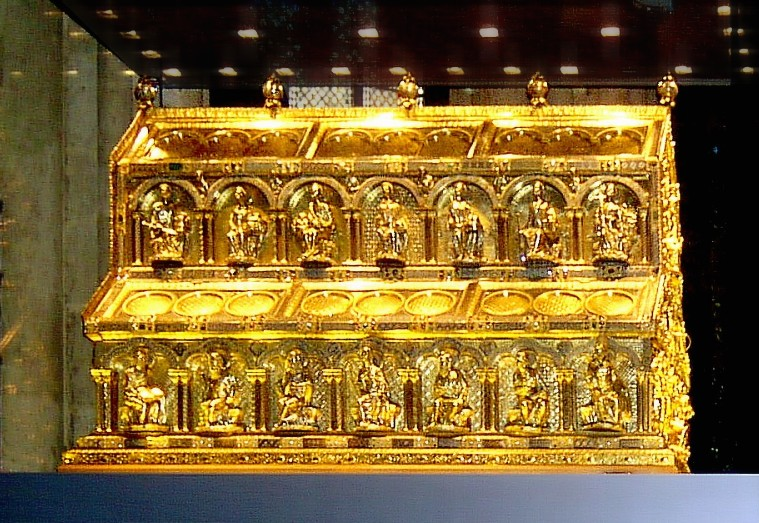
Arqueta gótica con reliquias de los Reyes Magos, según la tradición
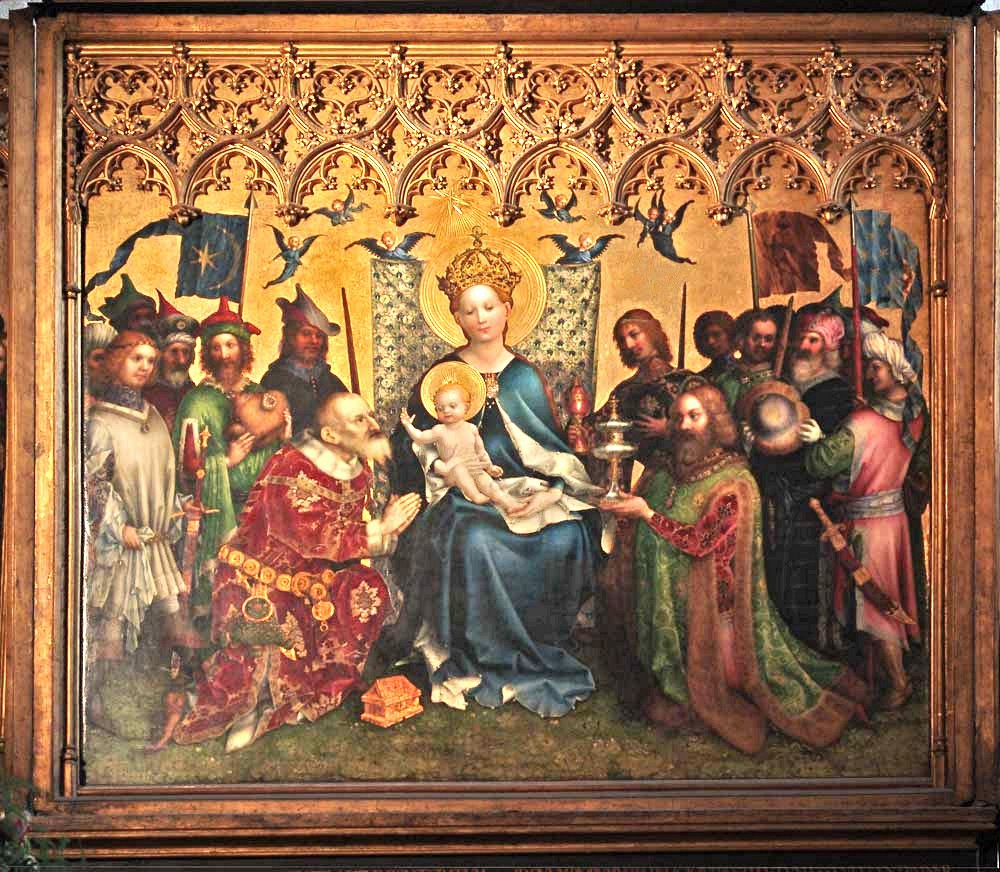
Pintura situada en el altar, realizada por Stefan Lochner
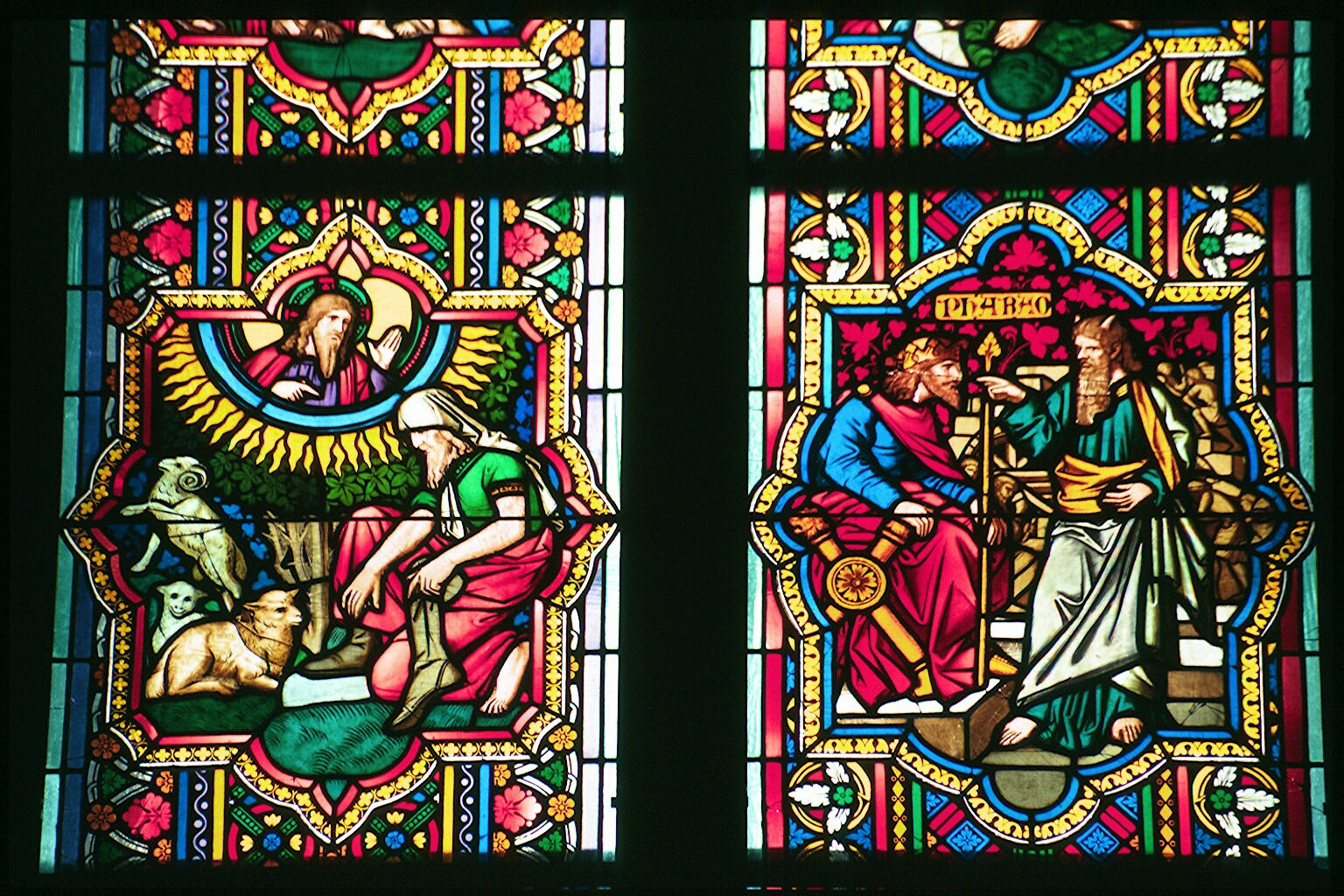
Detalle de una de las vidrieras

## Música en la catedral
La catedral de Colonia tiene dos órganos, construidos por la empresa Klais Orgelbau: el órgano del transepto, construido en 1948, y el órgano de la nave, construido en 1998. Entre los organistas de la catedral se puede citar a Josef Zimmermann, Clemens Ganz (1985–2001) y Winfried Bönig (2001).

### El órgano (Klais 1948)
| I Positiv C–  |       |
| Gedacktpommer | 16′   |
| Metallflöte   | 8′    |
| Rohrflöte     | 8′    |
| Salicet       | 8′    |
| Principal     | 4′    |
| Spitzflöte    | 4′    |
| Nasard        | 2/3′  |
| Waldflöte     | 2′    |
| Terz          | 13/5′ |
| Sifflöte      | 1/3′  |
| Mixtur IV-V   | 1/3′  |
| Dulcian       | 16′   |
| Trompete      | 8′    |
| Sexofolla     | 12′   |
|               |       |
| Tremulant     |       |

| I Rückpositiv C– |      |
| Portunalflöte    | 8′   |
| Lieblich Gedackt | 8    |
| Blockflöte       | 4′   |
| Superoctave      | 2′   |
| Sesquialtera II  | 2/3′ |
| Scharff IV-VI    | 1/2′ |
| Krummhorn        | 8′   |
|                  |      |
| Tremulant        |      |

| II Hauptwerk C–  |       |
| Principal        | 16′   |
| Bordun           | 16′   |
| Principal        | 8′    |
| Octave           | 8′    |
| Offenflöte       | 8′    |
| Gedackt          | 8′    |
| Gemshorn         | 8′    |
| Rohrquinte       | 51/3′ |
| Octave           | 4′    |
| Rohrflöte        | 4′    |
| Terz             | 31/5′ |
| Septime          | 2/7′  |
| Superoctave      | 2′    |
| Weitflöte        | 2′    |
| Großmixtur IV    | 4′    |
| Rauschpfeife III | 2/3′  |
| Mixtur VI-VIII   | 2′    |
| Trompete         | 16′   |
| Trompete         | 8′    |
| Kopftrompete     | 4′    |

| III Schwellwerk C– |       |
| Großgedackt        | 16′   |
| Principal          | 8′    |
| Holzflöte          | 8′    |
| Gamba              | 8′    |
| Vox coelestis I-II | 8′    |
| Octave             | 4′    |
| Querflöte          | 4′    |
| Nasard             | 2/3′  |
| Schwegel           | 2′    |
| Terz               | 13/5′ |
| Nachthorn          | 1′    |
| Mixtur IV          | 2/3′  |
| Fagott             | 16′   |
| Trompete           | 8′    |
| Oboe               | 8′    |
| Vox humana         | 8′    |
| Trompete           | 4′    |
|                    |       |
| Tremulant          |       |

| IV Solowerk C–    |       |
| Metallflöte (Pos) | 8′    |
| Rohrflöte (Pos)   | 8′    |
| Quintade          | 8′    |
| Principal (Pos)   | 4′    |
| Koppelflöte (Pos) | 4′    |
| Nasard (Pos)      | 2/3′  |
| Waldflöte         | 2′    |
| Sifflöte (Pos)    | 1/3′  |
| Septime           | 1/7′  |
| None              | 8/9′  |
| Nonenkornett IV   | 13/5′ |
| Mixtur IV-V (Pos) | 1/3′  |
| Aliquot II-III    | 1′    |
| Terzcymbel III-IV | 1/3′  |
| Dulcian (Pos)     | 16′   |
| Trompete (Pos)    | 8′    |
| Röhrenglocken     |       |
| Cymbelstern       |       |
|                   |       |
| Tremulant         |       |

| IV Hochdruckwerk C– |     |
| Konzertflöte        | 8′  |
| Stentorgambe        | 8′  |
| Tuba magna          | 16′ |
| Tuba major          | 8′  |
| Tuba mirabilis      | 8′  |
| Tuba episcopalis    | 8′  |
| Tuba capitularis    | 8′  |

| Pedal C–          |              |
| Vox Balanae       | 64′ (211/3′) |
| aus Principal 32′ |              |
| Principalbass     | 32′          |
| Untersatz         | 32′          |
| Principalbass     | 16′          |
| Contrabass        | 16′          |
| Subbass           | 16′          |
| Zartbass (SW)     | 16′          |
| Octavbass         | 8′           |
| Flötenbass        | 8′           |
| Gedacktbass       | 8′           |
| Choralbass        | 4′           |
| Bassflöte         | 4′           |
| Principal         | 2′           |
| Hintersatz VI     | 2/3′         |
| Mixtur IV         | 1/3′         |
| Contraposaune     | 32′          |
| Posaune           | 16′          |
| Fagott (SW)       | 16′          |
| Basstrompete      | 8′           |
| Clarine           | 4′           |

## Objetos notables en la catedral
Uno de los tesoros de la catedral es el Altar Mayor, instalado en 1322. Está construido en mármol negro, con una losa maciza de 4,6 m que forma la parte superior. El frontal y los laterales están recubiertos de nichos de mármol blanco en los que se han colocado figuras, con la Coronación de la Virgen en el centro.
La obra de arte más célebre de la catedral es el Relicario de los Tres Reyes Magos, encargado por Felipe von Heinsberg, arzobispo de Colonia de 1167 a 1191 y creado por Nicolás de Verdún, iniciado en 1190. Tradicionalmente, se cree que alberga los restos de los Reyes Magos, cuyas reliquias fueron adquiridas por Federico Barbarroja en la conquista de Milán en 1164. El santuario tiene la forma de un gran relicario en forma de iglesia basilical, realizado en bronce y plata, dorado y ornamentado con detalles arquitectónicos, escultura figurativa, esmaltes y piedras preciosas. El santuario se abrió en 1864 y se encontró que contenía huesos y prendas de vestir.
Cerca de la sacristía se encuentra el Crucifijo de Gero, un gran crucifijo tallado en roble y con restos de pintura y dorado. Se cree que fue encargado alrededor del año 960 para el arzobispo Gero, y es el gran crucifijo más antiguo al norte de los Alpes y la primera escultura norteña de gran tamaño conocida del periodo medieval.
En la Capilla de los Sacramentos se encuentra la Madonna de Mailänder ("Madonna de Milán"), que data de alrededor de 1290, una escultura de madera que representa a la Santísima Virgen María y al niño Jesús. En la Marienkapelle ("Capilla de Santa María") se encuentra el altar de los santos patronos de Colonia, con un retablo del pintor gótico internacional Stefan Lochner.
Tras su finalización en 1265, las capillas radiales fueron inmediatamente puestas en servicio como lugar de enterramiento. Las reliquias de Irmgarda de Colonia encontraron un lugar de descanso final en la capilla de Santa Inés. Su sarcófago de traquita se considera creado por el gremio de albañiles de la catedral alrededor de 1280.
El Tesoro de la Catedral alberga otras obras de arte.
Incrustadas en la pared interior hay un par de estelas de piedra en las que están talladas las disposiciones formuladas por el arzobispo Engleberto II (1262-67) según las cuales se permitía a los judíos residir en Colonia.

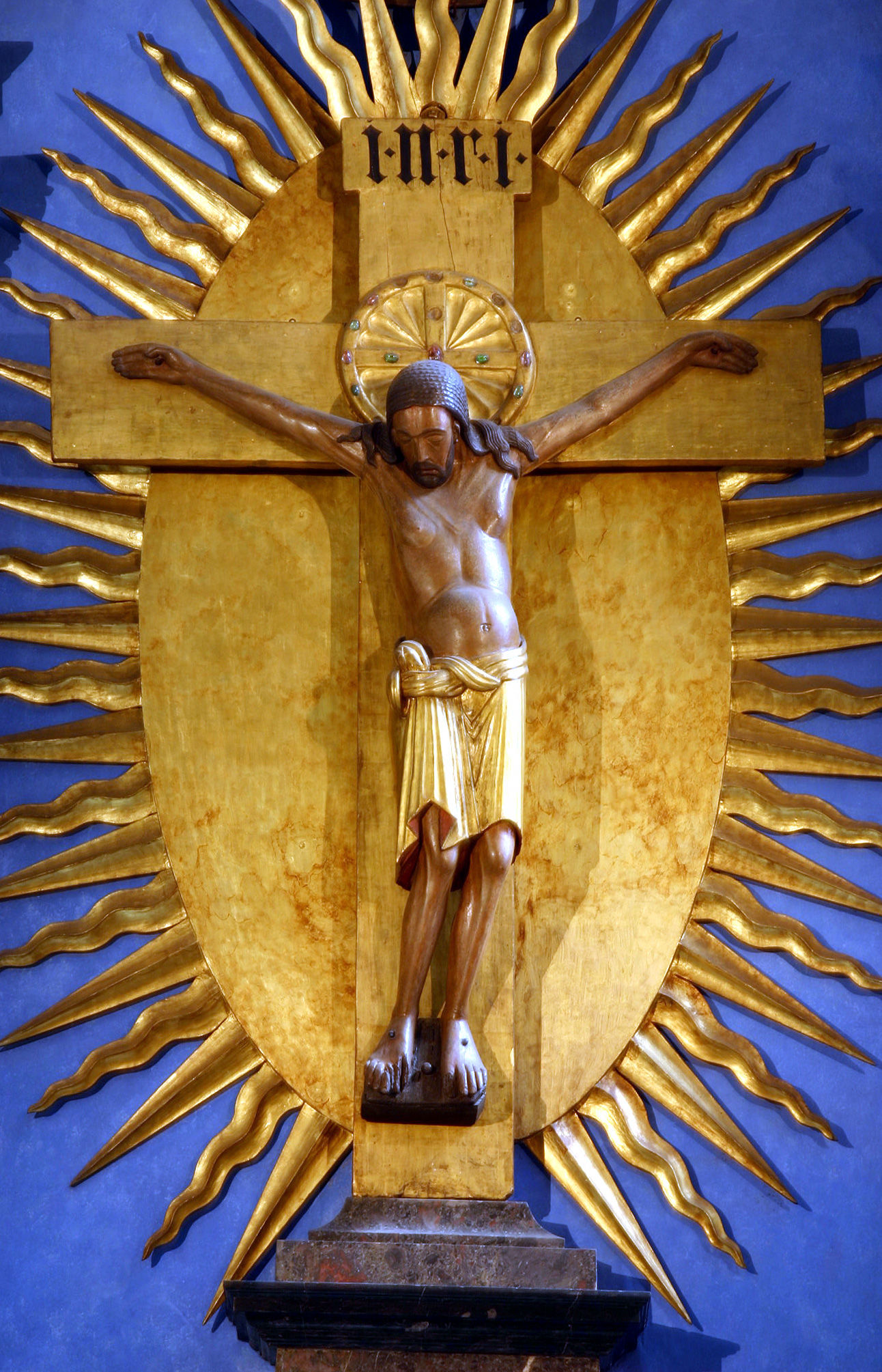
El crucifijo del Obispo Gero, del siglo X, the oldest known large crucifix
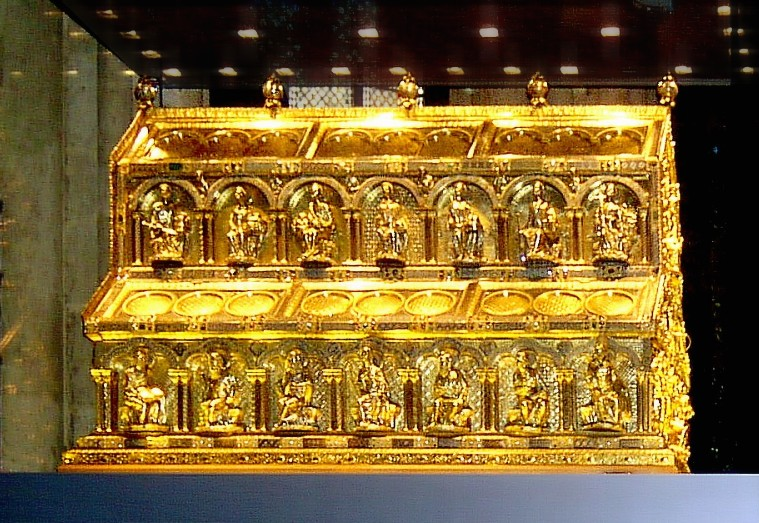
El Relicario de los Reyes Magos
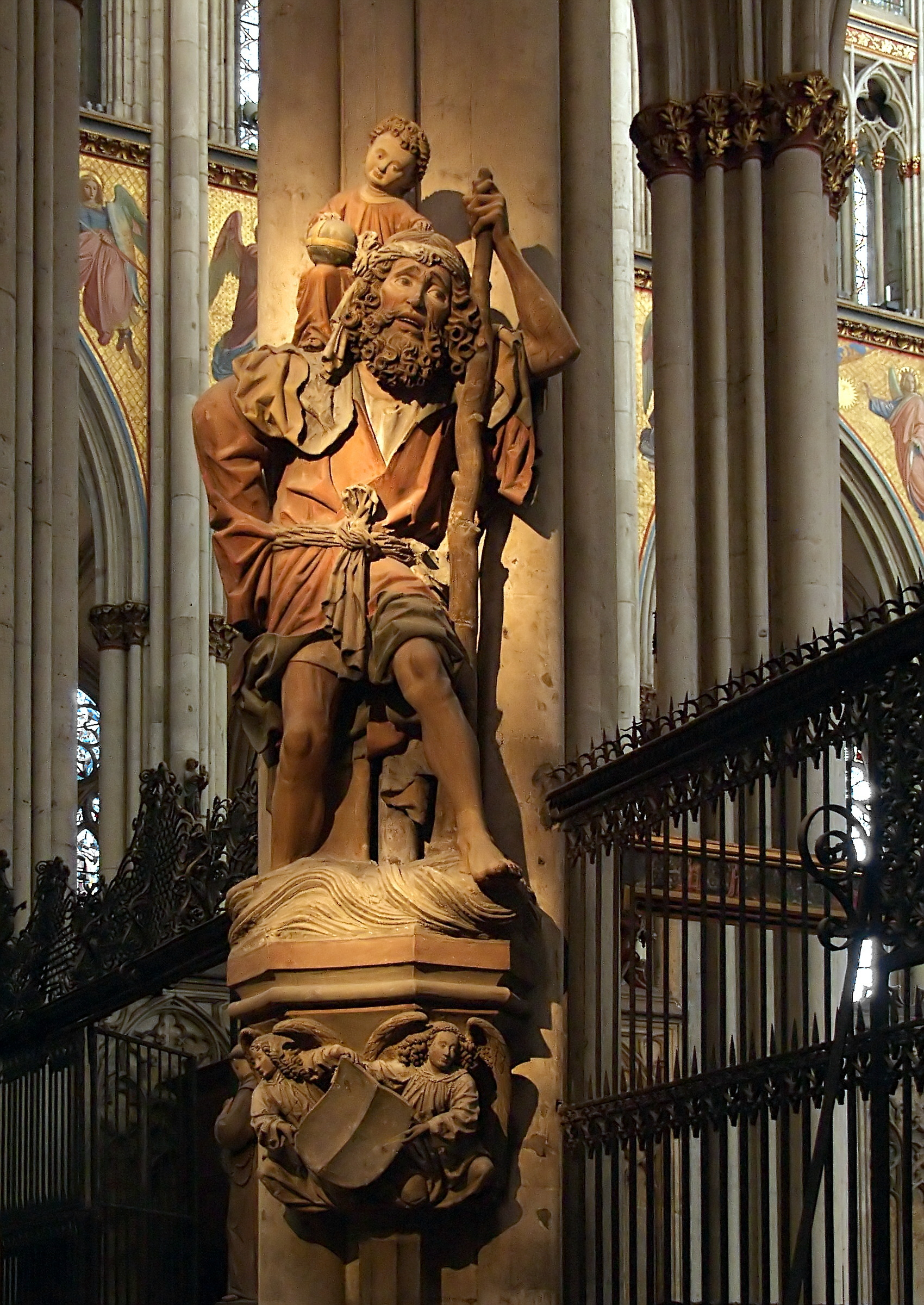
Estatua medieval de San Cristóbal

Vitrales
La arquitectura gótica incorporo esculturas y vitrales que representaban historias bíblicas y enseñanzas religiosas. Estos elementos visuales ayudaron a la educación religiosa y permitieron que la población comprendiera las narrativas bíblicas, incluso si no sabían leer. Los vitrales, en particular, eran como "biblias de cristal" que ilustraban pasajes bíblicos y relatos de los santos.
Funcionó como una "Biblia visual" que permitía a la gente común aprender sobre la fe y las enseñanzas religiosas. Los visitantes llámese fieles, pudieron "leer" estas imágenes y comprender la teología cristiana a través de la observación y la contemplación. La narración visual no solo educaba, sino que también inspiraba devoción y espiritualidad. Fue un medio para conectar y promover la fe cristiana en la Europa medieval. Se difundió y se arraigó en la sociedad de la época, y cómo la arquitectura se convirtió en un medio poderoso para transmitir enseñanzas religiosas a una población mayoritariamente analfabeta.
"Vitral de los Reyes Magos"
Decorado con colores vivos y detalles intrincados. Cada uno de los tres Reyes Magos está representado con sus regalos, y la estrella que los guio brilla en el fondo. es significativa en la tradición cristiana, ya que representa la adoración y reconocimiento de Jesús como el Salvador.
"Vitral de la Resurrección de Jesús"
Este vitral representa el momento en que Jesús resucitó de entre los muertos, un evento central en la fe cristiana. Situado en el coro de la iglesia. Esta ubicación privilegiada permite que la luz del sol ilumine el vitral, el cual muestra a Jesús, después de su crucifixión, emergiendo de la tumba con una expresión de triunfo y gloria, a María Magdalena y otras figuras como ángeles y apóstoles. Representa la victoria de Jesús sobre la muerte y el cumplimiento de su misión redentora. Este vitral celebra ese evento y transmite la esperanza y la alegría de la resurrección.

debajo de este, aparecen los cuatro evangelistas: San Mateo, San Marcos, San Lucas y San Juan. Estos cuatro evangelios son fundamentales en la tradición cristiana y han influido en gran medida en la teología, la liturgia y la adoración cristiana a lo largo de la historia. Cada uno ofrece una perspectiva única sobre la vida y el significado de Jesucristo.

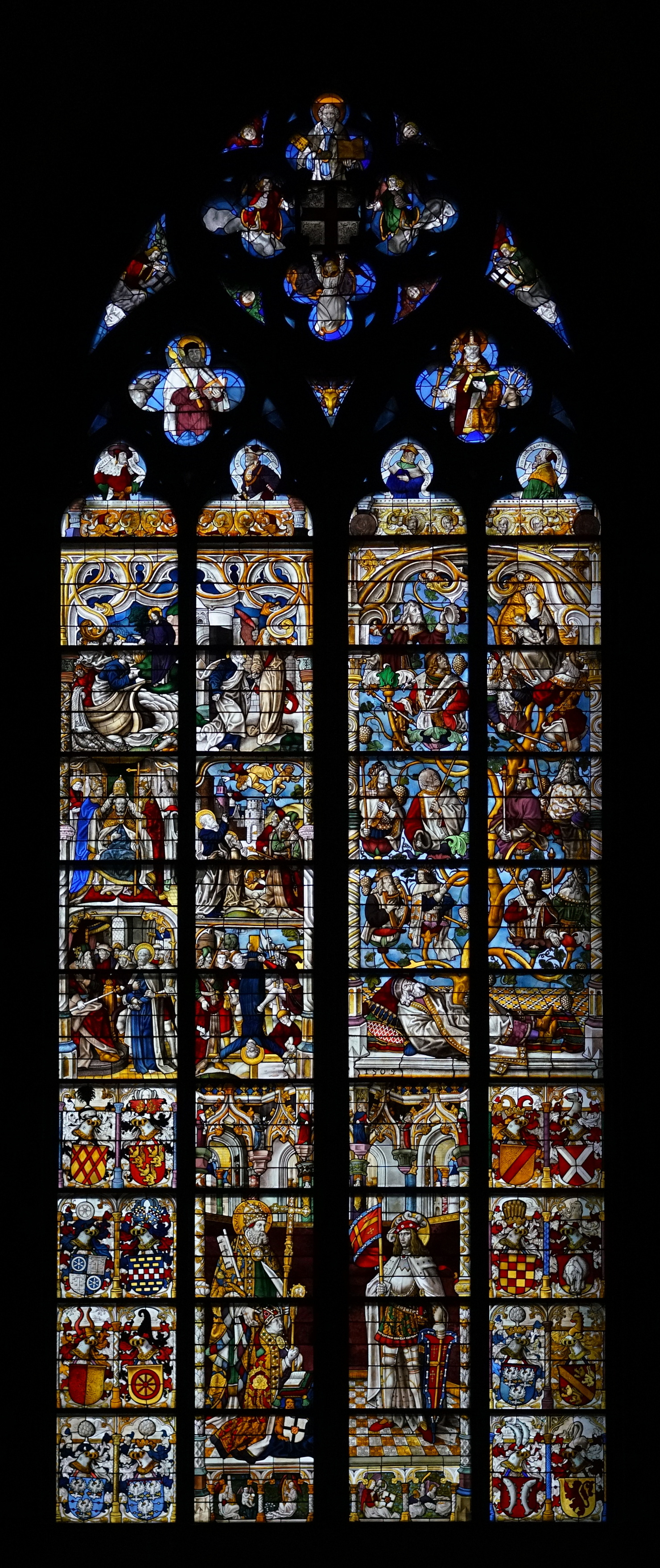
Vidriera Petrus- und Wurzel Jesse-Fenster, 1509
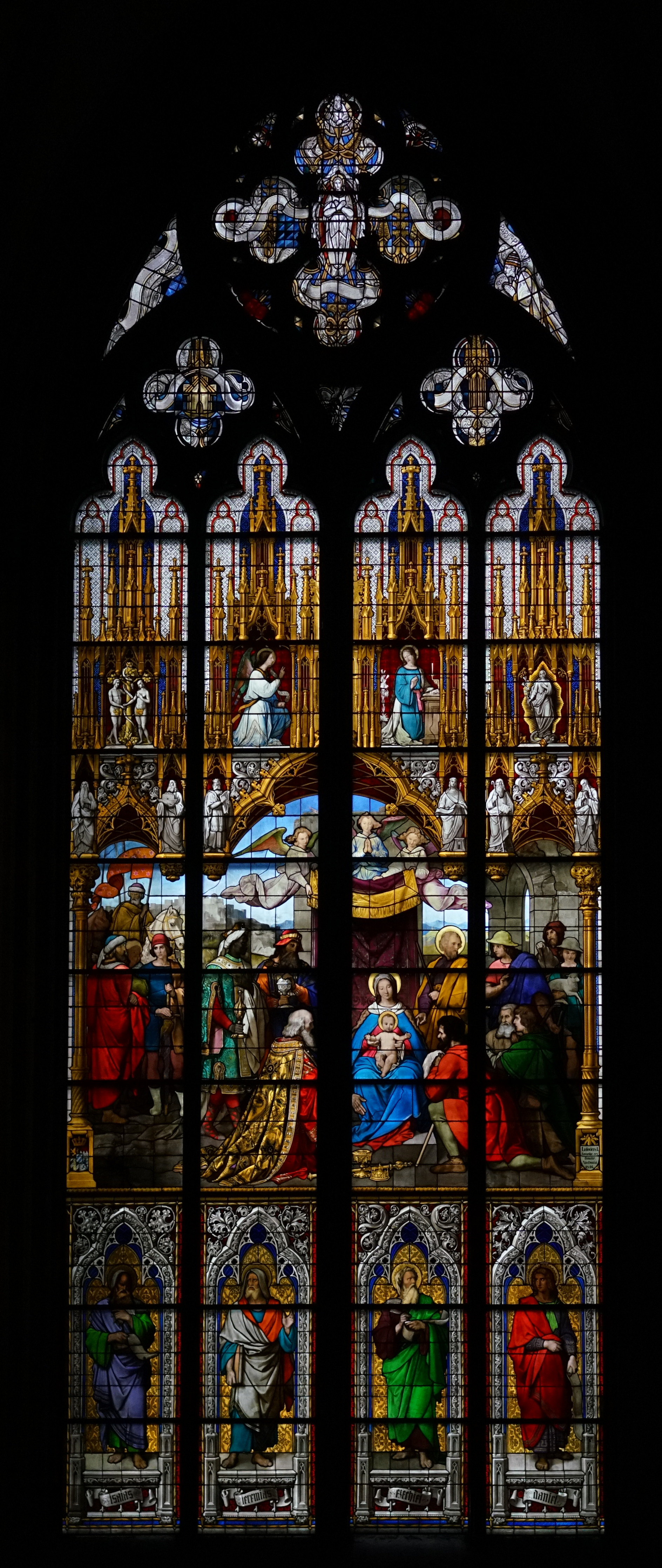
Vidriera Anbetungs-Fenster, 1846

## Presencia en la literatura
- En el libro Las sombras de la catedral, de Frank Schätzing, se construye una novela histórico-policíaca en torno a la construcción de esta catedral.
- En el libro El legado de la logia, de Hef Buthe, se desarrolla un thriller en torno a un extraño descubrimiento en los muros de la catedral de Colonia, que pone al descubierto los secretos de una logia judeo-masónica durante la Segunda Guerra Mundial.
- En la novela Guerra y guerra, de László Krasznahorkai, uno de los capítulos del manuscrito encontrado por Korin transcurre en un cervecería en la esquina sudoeste de la catedral, poco después de que finalice la guerra austro-prusiana.